# Chiridopsis ghatei
Chiridopsis ghatei es un coleóptero de la familia Chrysomelidae.
Fue descrita científicamente en 2000 por Borowiec & Swietojanska.